# Baishuihe Shuiku
Baishuihe Shuiku (kinesiska: 白水河水库) är en reservoar i Kina. Den ligger i provinsen Sichuan, i den sydvästra delen av landet, omkring 98 kilometer norr om provinshuvudstaden Chengdu. Baishuihe Shuiku ligger 661 meter över havet. Arean är 1,5 kvadratkilometer. Trakten runt Baishuihe Shuiku består till största delen av jordbruksmark. Den sträcker sig 1,9 kilometer i nord-sydlig riktning, och 2,0 kilometer i öst-västlig riktning.
Genomsnittlig årsnederbörd är 1 200 millimeter. Den regnigaste månaden är juli, med i genomsnitt 346 mm nederbörd, och den torraste är december, med 5 mm nederbörd.